# Земля обітована (фільм)
Земля обітована (пол. Ziemia obiecana) — польський драматичний фільм режисера Анджея Вайди, знятий за мотивами однойменного роману Владислава Реймонта. Зйомки стрічки відбулись в Лодзі; вона розповідає історію про поляка, німця та єврея, які намагаються збудувати фабрику у сирому світі капіталізму XIX століття.
Вайда представляє шокуючу картину міста, його брудні та небезпечні фабрики та показово-розкішні будинки, позбавлені смаку та культури. Фільм йде слідами Чарльза Діккенса, Еміля Золі та Максима Горького, а також німецьких експресіоністів, таких як Кнопф, Майднер та Грош, які продемонстрували що таке соціальний протест.
Відомий американський режисер Мартін Скорсезе у 2014 році назвав стрічку одним із шедеврів польського кінематографу.
За результатами опитування 2015 року, проведеним Польським музеєм кінематографу, Земля обітована вважається найкращим польським фільмом всіх часів.

## Сюжет
Кароль Боровецький (Данієль Ольбрихський), молодий польський шляхтич, є керуючим інженером на текстильній фабриці Бухольц. Він безжальний у побудові своєї кар'єри і невдоволений давніми традиціями своєї фінансово занепалої родини. Він планує створити власну фабрику за допомогою своїх друзів Макса Баума (Анджея Северина), німця та спадкоємця старої фабрики ручної роботи, та Моріца Вельта (Войцеха Пшоняка), незалежного єврейського бізнесмена. Боровецький, завдяки своєму роману з Люсі Цукер (Калина Єдрусик), дружині іншого текстильного магната, дізнається про майбутню зміну тарифів на бавовняні вироби та здійснює вигідний контракт на ринку ф'ючерсів у Гамбурзі. Однак потрібно знайти більше грошей, тож всі три персонажі відкидають свою гордість, щоб зібрати необхідний капітал.
У день відкриття фабрики Боровецький мусить заперечувати свій роман з дружиною Цукера перед ревнивим чоловіком, який будучи євреєм, змушує присягати того на священному католицькому об’єкті. Потім Боровецький супроводжує Люсі, щоб вона виїхала до Берліна. Однак Цукер посилає підручного, щоб той стежив за дружиною; він підтверджує їхній зв'язок і повідомляє Цукера, який мститься Боровецькому, спалюючи його абсолютно нову, незастраховану фабрику. Боровецький та його друзі втрачають все, заради чого вони працювали.
Події у фільмі швидко перемотуються на кілька років вперед. Боровецький оговтався фінансово, одружившись з багатою спадкоємицею Мадою Мюллер, і він має власну фабрику. Його фабриці загрожує страйк робітників. Боровецький змушений вирішити, чи слід відкривати вогонь по страйкуючих і мітингуючих робітниках, які кидають камінь в кімнату, де зібралися Боровецький та інші. Партнер йому нагадує, що змінити свої методи ніколи не пізно. Боровецький, який ніколи не виявляв людського співчуття до своїх підлеглих, все ж уповноважує поліцію відкривати вогонь.

## В ролях
| Актор                | Роль               |
| -------------------- | ------------------ |
| Данієль Ольбрихський | Кароль Боровецький |
| Войцех Пшоняк        | Моріц Вельт        |
| Анджей Северин       | Макс Баум          |
| Калина Єндрусик      | Люсі Цукер         |
| Анна Негребецька     | Анка               |
| Божена Дикель        | Мада Мюллер        |
| Анджей Шалавський    | Герман Бухольц     |
| Станіслав Ігар       | Грюншпан           |
| Францішек Печка      | Пан Мюллер         |
| Бернард Ладиш        | російський купець  |

## Нагороди
- 1978 року Авелліно (МКФ Неореалістичного) І Нагорода „Золоте Лацено”.[5]
- 1975 року на 9-му Московському міжнародному кінофестивалі фільм отримав Золоту премію.[6]
- Номінувався на Премію «Оскар» за найкращий міжнародний художній фільм від Польщі.[7][8]